# Mattias Andersson (handbollsspelare)

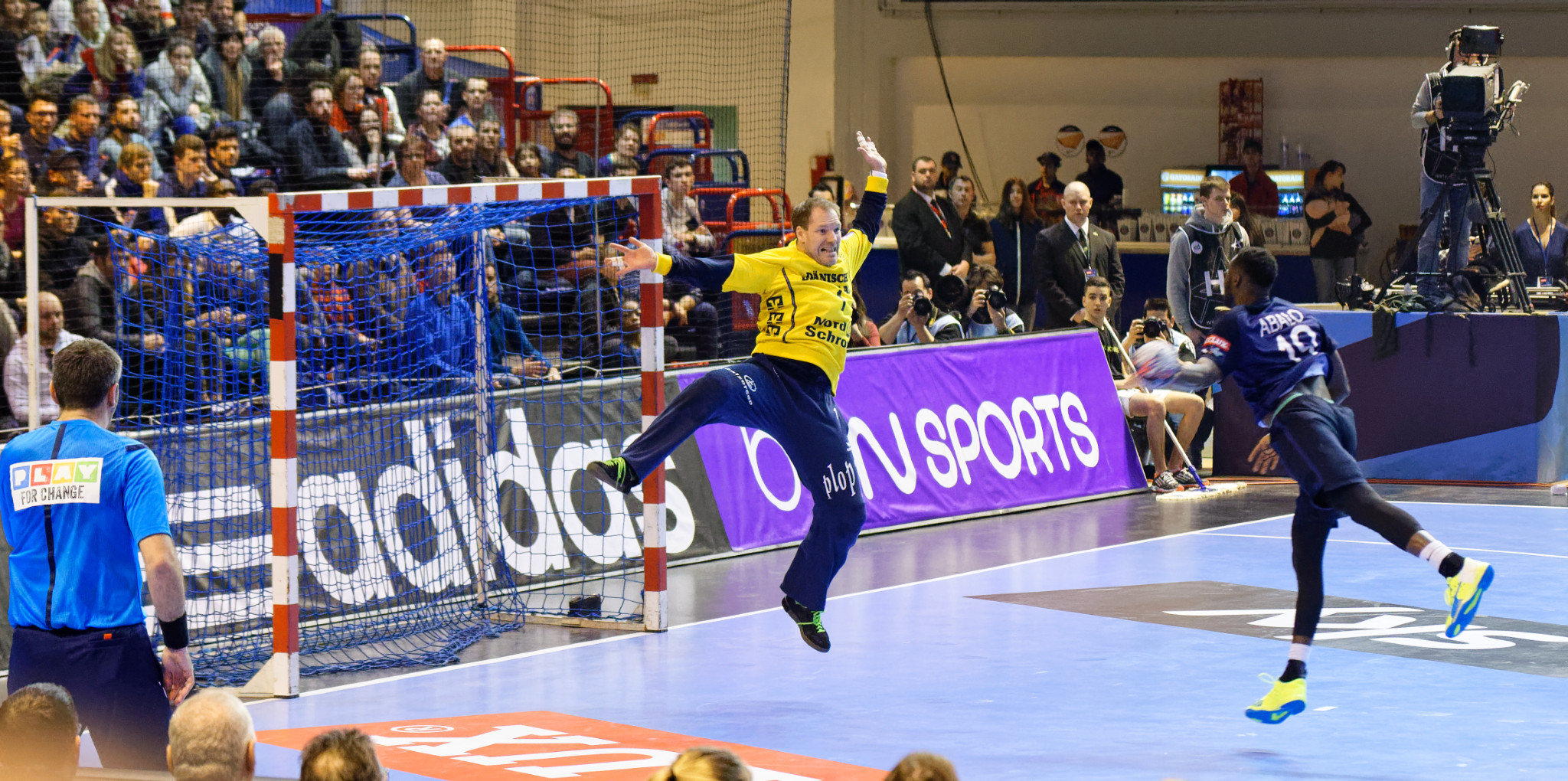
Mattias Andersson med SG Flensburg-Handewitt, 2016.

Erik Mattias Andersson, född 29 mars 1978 i Husie i Malmö, är en svensk tidigare handbollsmålvakt. Han spelade 148 landskamper för Sveriges landslag och var bland annat med om att vinna OS-silver 2012 i London. Han är nu målvaktstränare för det tyska landslaget, den tyska storklubben THW Kiel och Ystads IF.

## Handbollskarriär

### Klubblagsspel
Mattias Andersson fostrades i Ystads IF och debuterade för dem i Elitserien (nuvarande Handbollsligan) 1995. Han spelade för klubben fram till 1999, då han flyttade vidare till HK Drott. Han blev utsedd till bästa målvakt i elitserien 2000 och 2001, det senare året även till bästa spelare. 
Våren 2001 gick han till FC Barcelona och spelade för dem säsongen ut men flyttade sedan vidare till THW Kiel i tyska Bundesliga. Med Kiel blev han bland annat tysk mästare 2002, 2005, 2006, 2007 och 2008 samt EHF-cupmästare 2002 och 2004. Han vann även Tyska cupen och Champions League 2007. Under 2008 vann han återigen Tyska cupen, spelade final i Champions League där THW Kiel förlorade mot BM Ciudad Real och han spelade en avgörande roll när laget vann den tyska ligan. Dels avgjorde han bortamatchen mot Berlin och även bortamatchen mot Frisch Auf Göppingen när klubben säkrade sitt 14:e ligaguld. 
Den 1 juli 2008 bytte han klubb till Bundesligakonkurrenten TV Großwallstadt, detta då han ville ha mer speltid efter att ofta hamnat på bänken i Kiel. Under sin andra säsong i klubben 2009-2010 var han den bäste målvakten i Bundesliga, sett till antal räddade bollar och räddningsprocent. 
Han hade samma position 2010-2011 och sedan bytte han klubb till SG Flensburg-Handewitt. 
2011/2012 utsågs han till Bundesligas bäste målvakt och han hade återigen flest räddningar och bäst räddningsprocent. Flensburg vann Cupvinnarcupen, var tvåa i Bundesliga och i den tyska cupen där han utsågs till turneringens bäste målvakt.
2012/2013 utsågs han återigen till ligans bästa målvakt, hade flest räddningar och bäst räddningsprocent. I slutspelet till tyska cupen blev han återigen utsedd till bäste målvakt samt till bäste spelare. Flensburg blev tvåa i tyska cupen och tvåa i Bundesliga. 2014 var han med och vann guld i EHF Champions League för Flensburg.
Han har under sin tid som målvaktstränare i THW Kiel gjort flera lyckade inhopp som spelare, gånger då Niklas Landin inte varit spelbar. 

### Landslagsspel
Andersson debuterade i landslaget 1998 mot Egypten. Han gjorde mästerskapsdebut i EM 2000 i Kroatien, där Sverige tog EM-guld.
Andersson spelade i OS 2012 i London, i vilket Sverige återigen tog silver. Han alternerade i målet med Johan Sjöstrand och spelade bland annat hela semifinalen mot Ungern.